# Eva Díaz Riobello
Eva Díaz Riobello (Avilés, Asturias, 30 de julio de 1980) es una escritora y periodista española. 

## Reseña biobibliográfica
Eva Díaz Riobello es licenciada en Periodismo por la Universidad Pontificia de Salamanca, y licenciada en Teoría de la Literatura y Literatura Comparada por la Universidad Complutense de Madrid. Ha trabajado en medios como La Nueva España, El Mundo, El País.com y Europa Press. En el ámbito literario ha obtenido premios como el Premio Jóvenes Talentos Booket de relato corto, el premio internacional Por favor sea breve de microrrelato, y el I Concurso Literario Nuevos Creadores, concedido por el Ayuntamiento de Granada y la Academia de Buenas Letras de Granada. Es autora de la antología de cuentos Susurros en el tejado (Alhulia, 2010).
En 2011, por iniciativa de la escritora argentina Clara Obligado, forma junto a Teresa Serván, Isabel González González e Isabel Wagemann el colectivo de escritoras Microlocas. En 2012 publica junto a ellas la antología de microrrelatos La aldea de F, escrita a ocho manos y editada por la editorial Punto de Partida (UNAM, México). En 2016 publican la obra colectiva Pelos en la editorial Páginas de Espuma.
Díaz Riobello forma parte del colectivo artístico fundado por Fernando Marías Amondo, llamado Hijos de Mary Shelley. Con él, participó en las sesiones de homenaje a la pionera feminista Mary Wollstonecraft y en el libro titulado Wollstonecraft. Hijas del horizonte, donde también figuran otras importantes escritoras como Espido Freire, Paloma Pedrero, Nuria Varela, Cristina Cerrada, Cristina Fallarás, María Zaragoza, Raquel Lanseros y Vanessa Montfort.
Es miembro del equipo de redacción de la revista Quimera.

## Obra narrativa

### Antologías individuales
- Susurros en el tejado, Ed. Alhulia, 2010

### Con el colectivo Microlocas
- La Aldea de F, Ed. Punto de Partida (México, 2012)
- Pelos, Ed. Páginas de Espuma (España, 2016)

### Antologías colectivas
- Si cerca hubiese un mar. Homenaje a Ida Vitale, Ed. Las Lolas, 2023.
- Pena negra, In Limbo Ediciones, 2022.
- Minicuentos y fulgores, Eolas Ediciones, 2022.
- Microfantabulosas, Centro de la Cultura Popular Canaria, (compilado por María Gutiérrez (escritora) 2021.
- Tributo a Monterroso, Quarks Ediciones, 2021
- Frankenstein resuturado, Editorial Alrevés, 2018.
- Wollstonecraft. Hijas del horizonte, Imagine Ediciones, 2015.
- Piedad y Deseo. Otros hijos de la misma noche, Imagine Ediciones, 2014.
- "201", Lima, Ediciones Altazor, 2013.
- De antología. La logia del microrrelato, Ed. Talentura, 2013.
- Así se acaba el mundo, Ed. SM, 2012.
- Tras el velo, Ed. Torre de Marfil, 2011.
- Antología del relato negro III, Ed. Irreverentes, 2011.
- Perversiones, Ed. Traspiés, 2010.
- Cortocircuitos. Antología de microrrelatos, Ed. Efímeras, 2010
- Relatos en cadena, Ed. Alfaguara, 2009.
- Pequeños placeres, Ed. Booket, 2008.
- Literatura comprimida, Inst. Asturiano de Juventud, 2008.
- Paura IV, Portal Editions, 2008.
- Los sueños de cada uno, Biblioteca Municipal de Zamora, 2006.
- Tiempo de relatos, Ed. Booket, 2005.

## Premios y reconocimientos
• Premio internacional "Por favor, sea breve" de microrrelatos (2010)
• Premio Nuevos Creadores de la Academia de Buenas Letras de Granada (2010)
• Premio Jóvenes Talentos Booket, de narrativa breve (2005)
• Premio "Los Sueños de cada uno" de cuento (2005)